# Teologija stvaranja
Teologija stvaranja je dio opće teologije. Bavi se pitanjima postanka svijeta u cijelosti, pitanjima smisla postojanja svijeta, pitanjima zla i patnje u svijetu, grijeha i posljedica koje grijeh čini svijetu. Posebnu se pozornost posvećuje pitanju postanka ljudskog života te svega u svezi s čovjekom.
Literatura:
- Kršćanska sadašnjost  Arhivirana inačica izvorne stranice od 16. srpnja 2007. (Wayback Machine) Ladislav Nemet: Teologija stvaranja, Zagreb, 1. izdanje, 2003., ISBN 978-953-11-0026-8 nevaljani ISBN